# Delosperma denticulatum
Delosperma denticulatum är en isörtsväxtart som beskrevs av L. Bol.. Delosperma denticulatum ingår i släktet Delosperma, och familjen isörtsväxter. Inga underarter finns listade i Catalogue of Life.